# Asura pyrostrota
Asura pyrostrota là một loài bướm đêm thuộc phân họ Arctiinae, họ Erebidae.